# Joanna Jackowska
Joanna Jackowska – polska otolaryngolog, dr hab. nauk medycznych, adiunkt Katedry Otolaryngologii, Chirurgii Głowy i Szyi oraz Onkologii Laryngologicznej Wydziału Lekarskiego Uniwersytetu Medycznego im. Karola Marcinkowskiego w Poznaniu.

## Życiorys
Studiowała na Uniwersytecie im.  Karola Marcinkowskiego w Poznaniu, 15 lutego 2012 obroniła pracę doktorską Ocena słuchu dzieci z czynnikami ryzyka monitorowanych w programie powszechnych przesiewowych badań słuchu u noworodków, u których nie zdiagnozowano niedosłuchu, następnie uzyskała stopień doktora habilitowanego. Jest adiunktem w Katedrze Otolaryngologii, Chirurgii Głowy i Szyi oraz Onkologii Laryngologicznej na Wydziale Lekarskim Uniwersytetu Medycznego im. Karola Marcinkowskiego w Poznaniu.